# Sequans communications
Sequans Communications est une société  technologique fournissant des semi-conducteurs pour la téléphonie mobile 4G,,. Elle développe des puces WiMAX, LTE et bi-mode 4G pour les  fabricants d’appareils mobiles à travers le monde. Sequans est la troisième plus grande société de semi-conducteurs « fabless » en Europe.
Deloitte a classé Sequans au 163e rang de sa liste des Technology Fast 500 de 2011. Le National Microelectronics Institute a nommé conjointement le fondateur de la  société Entrepreneur en technologie de l’année en 2011. En 2010, Sequans a reçu le prix « RCR Wireless » News Ecosystem Award comme « Best Mobile Chip Company ».
Georges Karam, Ph.D. a co-fondé Sequans Communications en 2003,. Sequans est basée à Paris, en France et a des bureaux aux États-Unis, au Royaume-Uni, en Israël, à Singapour, à Taiwan, en Chine, en Corée du Sud et à Hong Kong. Sequans s’échange à la Bourse de New York sous le sigle SQNS.

## Histoire
Georges Karam a co-fondé Sequans Communications en 2003. Il a au préalable occupé des postes de cadre supérieur chez Alcatel-Lucent, Pacific Broadband, SAGEM et Philips. Il a été vice-président de Juniper Networks où il a dirigé les services d’ingénierie câble et de marketing. Georges Karam est également titulaire de plusieurs brevets en communication numérique.  Il est maintenant président, PDG et président du Conseil d’administration de Sequans Communications,.
Sequans fournissait initialement la technologie de semi-conducteurs 4G WiMAX. Aujourd’hui, Sequans fournit des composants compatibles avec les technologies WiMAX, LTE et bi-mode 4G.
Sequans s’est développée dans l’industrie du LTE en 2009,. En 2011, Investors.com rapportait que les puces de Sequans concurrençait les géants de l’industrie LTE. La compagnie a également célébré son introduction à la Bourse de New York le 15 avril 2011.  Il s’agissait de la première  société française à être cotée à la Bourse de New York (NYSE) depuis 2002. Son introduction en bourse a recueilli 77 millions de dollars en recettes brutes. Le chiffre d’affaires de Sequans en 2011 s’élevait à 94 millions de dollars.  
En juin 2012, Sequans a annoncé qu’elle équipait 15 smartphones HTC et tablettes à travers le monde. Ces appareils sont disponibles sur les réseaux de Sprint, Virgin Mobile, et Boost aux États-Unis, Global Mobile et Vee Time à Taiwan, KDDI au Japon et Korea Telecom en Corée.
Toujours en 2012, Sequans en partenariat avec Greenpacket, un fournisseur mondial de réseaux 4G, a lancé la première solution au monde d’appareils à accès intégré bi-mode 4G WiMAX et LTE TDD. La technologie est conçue pour le marché des opérateurs qui passent de la technologie WiMAX au LTE. Sequans a également lancé Sequans AIR, une technologie de rejet d’interférences qui peut rejeter deux fois plus d’interférences que les récepteurs standards,,. Depuis mai 2012, Sequans collabore également avec Clearwire dans le but d’affiner son approche du TD-LTE.
La société a fourni des puces à China Mobile pour son réseau de démonstration TD-LTE et des puces commerciales TD-LTE pour les réseaux de SKY Brasil, National Broadband Network en Australie. Les fabricants qui ont adopté les puces LTE de Sequans pour leurs appareils LTE sont notamment Ubee Interactive, Telenet Systems, Gemtek, Netcomm, Seowon Intech, Modacom.
Aujourd’hui, Sequans est la troisième plus grande société de semi-conducteurs «fabless» en Europe. Elle crée activement de nouveaux partenariats LTE TDD dans le but de  créer une nouvelle croissance et de la rentabilité,. En 2011, le MIIT (Ministère de l'Industrie et de la Technologie) de la Chine a approuvé la première génération de puces de Sequans pour être utilisée dans la phase numéro 1 d’essai à grande échelle de China Mobile. Le MIIT a approuvé la deuxième génération de technologie de Sequans pour la phase d’essai numéro 2 en 2012. Sequans cible les technologies LTE FDD et TDD comme étant des possibilités de marché alors que le marché LTE est en pleine croissance,.

## Produits
Sequans développe les technologies de semi-conducteurs pour les réseaux de téléphonie mobile 4G. La société a lancé cinq générations de technologies 4G depuis ses neuf années d’existence. Ses produits  supportent les deux types de  protocoles à haut débit sans fil WiMAX et LTE.
Les solutions  WiMAX de Sequans sont disponibles dans plus de 15 smartphones et tablettes à travers le monde, y compris les appareils HTC Evo,. Ses puces WiMAX sont conformes aux standards IEEE de WiMAX fixe (802.16d) et  WiMAX mobile (802.16e). La technologie Sequans équipe également des appareils électroniques tels que les dongles USB et des routeurs mobiles.
Sequans a commencé à développer des produits LTE en 2009. Sa deuxième génération de puces LTE a été récemment approuvée par le Ministère de l’Industrie et de la Technologie de la Chine.  En 2012, Sequans et China Mobile vont continuer  avec la deuxième phase d’essai à grande échelle de LTE. Sequans continuera de déployer ses solutions de semi-conducteurs LTE au niveau mondial alors que les réseaux existants de 2G et 3G vont passer à la technologie 4G.

### Les solutions de semi-conducteurs WiMAX[20]
- Le système sur une puce (SoC) SQN1200 intègre bande de base et bandes triples RF sur un seul circuit intégré gravé en 65 nm.

### Les solutions de semi-conducteurs LTE[20]

#### La famille de produits StreamrichLTE
- Le système sur une puce bande de base Andromeda SQN3110 est conçu pour les smartphones et tablettes LTE.  Il est conforme aux normes 3GPP_Rel.9 et construit en 40 nm CMOS. Il permet un débit de 150 Mbit/s en liaison descendante et comprend la SDRAM dans un package 10 x10 mm.
- Le système sur une puce bande de base Mont Blanc SQN3120 est conçu pour les dongles USB sans hôte et les CPE. Il est conforme aux normes 3GPP R9 et construit en 40 nm CMOS. Il permet un débit de 150 Mbit/s en liaison descendante et comprend un processeur d’applications programmable par le client et la SDRAM dans un package 10 x 10 mm.
- Le système sur une puce bi-mode WiMAX/LTE Mont Blanc SQN5120 est conçu pour des appareils bi-mode WiMAX/LTE.  Il est conforme au 3GPP R9 et construit en 40 nm CMOS. Il permet un débit de 150 Mbit/s en liaison descendante et comprend un processeur d’applications programmable par le client et une SDRAM dans un package 10 x 10 mm.

#### La famille de produits StreamliteLTE
- Le système sur une puce en bande de base Firefly SQN3101 est conçu pour les appareils électroniques grand public et pour les dispositifs « machine-à-machine ».  Il est conforme au 3GPP R9 et construit en 40 nm CMOS ayant une très faible consommation énergétique. Il permet jusqu’à 50 Mbit/s de débit en liaison descendante  dans un package 10 x 10 mm.